# گمونت، اتریش
گموند  (به آلمانی: Gmünd) یک شهر در اتریش است که در ناحیه گموند واقع شده‌است. گموند ۵٬۸۶۱ نفر جمعیت دارد.